# Eva Vidlařová
Eva „Truda“ Vidlařová, psáno též Trůda či Trúda, (16. prosince 1947 Brno – 12. března 2021 Brno) byla česká herečka a disidentka.

## Životopis
Narodila se 16. prosince 1947 v Brně. Vystudovala vysokou dopravní školu v Žilině, na které získala titul inženýrky. Úspěšně prošla konkurzem a získala roli Trůdy Pezzové ve hře Pezza versus Čorba v Divadle na provázku (dnes Divadlo Husa na provázku), která byla premiérově uvedena 27. září 1975. Tato role Vidlařové přinesla její celoživotní přezdívku. V Divadle na provázku pak zůstala až do odchodu do důchodu.
První odpor proti komunistickému režimu si začala uvědomovat již na střední škole. Chartu 77 nepodepsala, neboť odmítala jakýkoliv dialog s režimem. Do kontaktu s disentem se tak dostala až díky Janu Šabatovi, synovi Jaroslava Šabaty. Stala se jednou z hlavních osobností brněnského disentu. V roce 1988 držela šestnáctidenní hladovku za politické vězně. Na podzim téhož roku byla preventivně zadržována a strávila přes tři měsíce ve vazbě. Až do pádu režimu byla sledována Státní bezpečností.
Po sametové revoluci dále hrála divadlo a objevila se i ve filmech Tankový prapor či Dědictví aneb Kurvahošigutentag. Širokému publiku se stala známou např. jako uklízečka Kiliánová ve filmu Dušana Kleina Jak básníkům chutná život. I v 90. letech se aktivisticky angažovala, např. byla zadržena při barvení nápisů na pomníku rudoarmějce na Moravském náměstí v Brně na červeno. Krátce také organizovala chod redakce v Necenzurovaných novinách.
V roce 1992 na ni dolehl únavový syndrom, kvůli kterému odešla z místa tajemnice v Divadle na provázku a přestávala hrát. Její poslední inscenací tam byla Báječná léta pod psa v režii Iva Krobota, premiérovaná 3. února 1996. V souvislosti se svým onemocněním se začala zajímat o alternativní medicínu a navštěvovala různé akce zaměřené tímto směrem.
Zemřela v Brně 12. března 2021.

## Role

### Divadlo
Vypsány jsou pouze inscenace, které byly odehrány v Národním divadle Brno:
- 1978 – Svatba – Ženichova matka
- 1978 – Stříbrný vítr – Malkusová
- 1979 – Dáma s kaméliemi
- 1980 – Pas de deux – Štefi
- 1981 – Pezza versus Čorba – Trůda Pezzová
- 1982 – Žehnej vám pánbůh, pane Rosewatere aneb Perly sviním – Karolina
- 1982 – Hry a hříčky
- 1986 – Balet Makábr – Makábristi
- 1987 – Seance
- 1991 – Cvičení stylu
- 1991 – Katynka z Heilbronnu neboli Zkouška ohněm – Hraběnka Helena, matka Bedřichova

### Film
- 1980 – Ja milujem, ty miluješ
- 1981 – Kalamita – Řeznice
- 1982 – Únos Moravanky – Pivoňková
- 1984 – Cesta kolem mé hlavy – Doležalová
- 1987 – Jak básníkům chutná život – Kiliánová, uklízečka
- 1987 – Sedmé nebe
- 1991 – Tankový prapor – manželka nadporučíka Růžičky
- 1992 – Dědictví aneb Kurvahošigutntag